# Novaja Kalitva
Novaja Kalitva (in russo Новая Калитва?) è un villaggio (selo) della Russia europea sud-occidentale, situato nell'Oblast' di Voronež. Si trova sulla sponda destra del fiume Don, alla confluenza con il torrente Čërnaja Kalitva.

## Storia
Fondato nel XVIII secolo, il villaggio è stato dal 1928 al 1959 capoluogo del Novokalitvjanskij rajon, poi soppresso.